# Eugène Rémy Maes

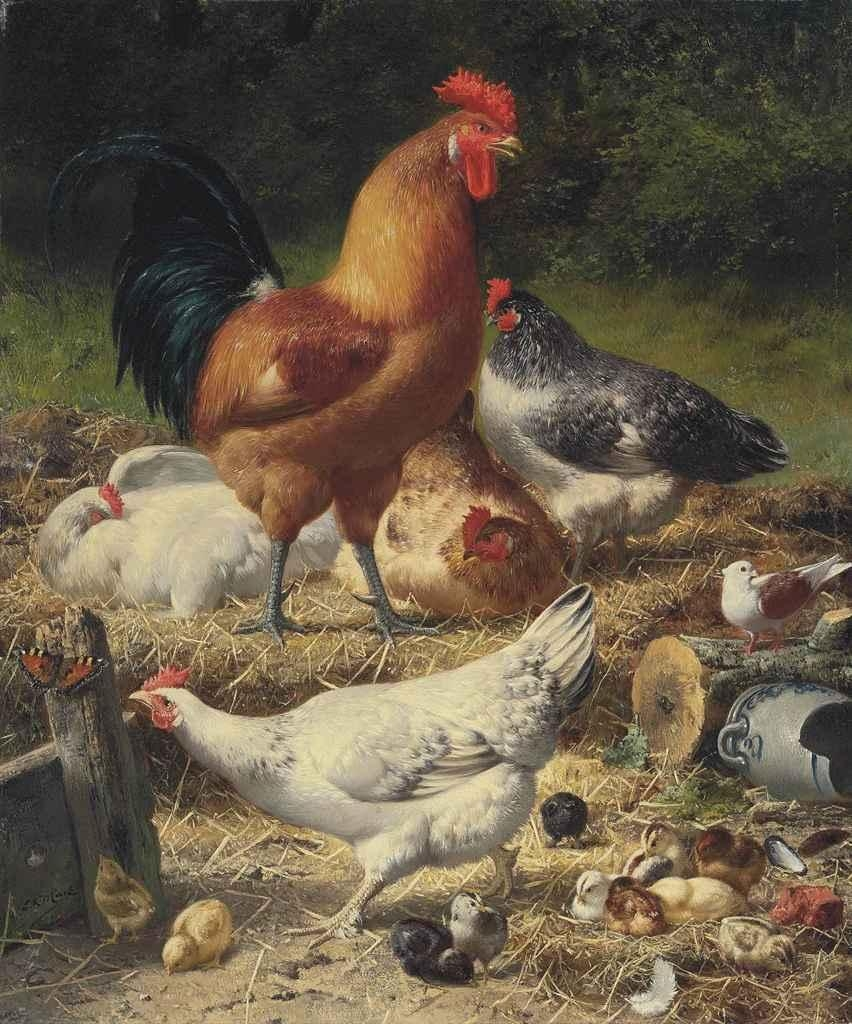
Hühner auf einem Bauernhof

Eugène Rémy Maes (* 23. Januar 1849 in Puurs; † 1931 in Kontich) war ein belgischer Tiermaler.
Er wurde als Sohn von Ivo Guillaume Maes und Joanna Maria Maes geboren. Er war Student an der Académie royale des Beaux-Arts de Bruxelles.
Nach dem Studium malte er fast ausschließlich Tiere wie Schafe, Rinder, aber hauptsächlich Geflügel wie Hühner und Tauben. Neben eigener Tiermalerei arbeitete er mit bekannten Genremalern wie David Col, Gerard Portielje und Jan Portielje zusammen und malte die Tiere in ihren Gemälden.
Er lieferte einen großen Teil seiner Werke an den amerikanischen Kunsthändler Albert D’Huyvetter und seinen Sohn Albert junior. Viele Gemälde kamen auf diese Weise in die Vereinigten Staaten.
Maes benutzte manchmal die Pseudonyme „Ermaes“ und „Théo Van Sluys“. Letzteres war der Name eines Familienmitglieds gewesen.